# Francesco Marinali
Francesco Marinali (Angarano, 7 ottobre 1647 – post 1717) è stato uno scultore italiano della Repubblica di Venezia.

## Biografia
Figlio di Francesco, detto "il vecchio", e Anna, Francesco Marinali era chiamato "il giovane" per distinguerlo da padre e fu fratello di Orazio, Angelo e Bernardino. Lavorò come scultore con Orazio e Angelo nella bottega di famiglia tra Seicento e Settecento. 
L'8 novembre del 1681 si iscrisse alla Fraglia dei Tagliapietra della città di Vicenza insieme ad Angelo. 
Non se ne conosce la data di morte, avvenuta dopo la redazione del testamento del fratello Orazio nel 1717, in cui è menzionato

## Opere
- Udine, Chiesa di Santa Chiara, Altare maggiore, Angeli reggitorcia, firma con Angelo e data 1696.
- Colognola ai colli (VR), Chiesa dei SS. Fermo e Rustico (già nella chiesa di San Domenico), Annunciazione, firma con Orazio.
- Vicenza, Chiesa di Santa Corona, Altare maggiore, Santa Maria Maddalena, firma con Angelo.